# 靳祥
靳祥（きんしょう、生没年不詳）は三国時代の人物。

## 概要
郝昭と同郷の生れで并州太原郡の出身。諸葛亮が陳倉で郝昭と戦っている際に召し出され、諸葛亮から郝昭に対して降伏を促すように頼まれた。
しかし、郝昭は話を聞き入れず、説得できずに諸葛亮の下へ帰った。